# BWT
BWT är ett österrikiskt tillverkningsföretag av vattenreningssystem med huvudkontor i Mondsee.

## Produktionsanläggningar och dotterbolag
Företaget har fyra huvudsakliga produktionsanläggningar i Mondsee (Österrike), Schriesheim (Tyskland), Paris (Frankrike) och Aesch (Schweiz), samt ett flertal dotterbolag och anslutna företag, samt ett globalt distributionsnätverk. 

## Historia
BWT grundades som Benckiser Wassertechnik 1823 av Johann Adam Benckiser i Tyskland. Efter flera förvärv och sammanslagningar köptes företaget 1990 av Andreas Weißenbacher i ett management buyout. Företaget börsnoterades på Wienbörsen 1992.
WAB Group är huvudägare i BWT, med cirka 20% av aktierna som ägs av olika aktieägare och cirka 6% ägs av företaget (från och med februari 2014).

## Sponsorskap

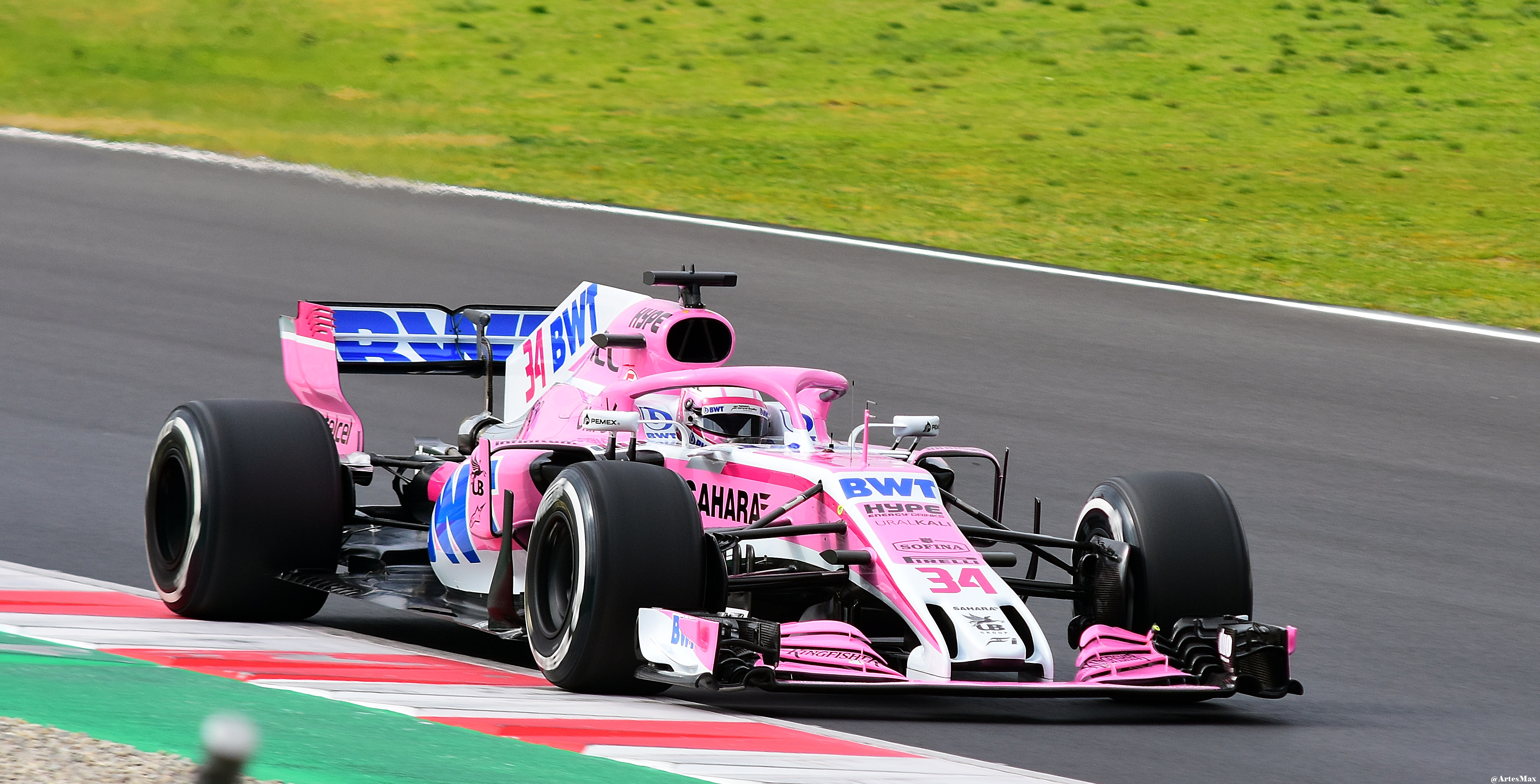
Force India-bil sponsrad av BWT

BWT har ett brett utbud av sponsringsavtal med olika team i motorsport, såsom Mücke Motorsport i DTM, Forze Hydrogen Electric Racing (ett racingteam från Delft University of Technology som tillverkar vätgasdrivna racerbilar), ADAC GT Masters, Formula 4, och Walter Lechner Racing i den högprofilerade Porsche Carrera Cup Tyskland och Porsche Supercup.
Mest anmärkningsvärt, i Formel 1, var företaget titelsponsor för Racing Point F1 Team, senare Force India Formula One från 2017 till 2020 som BWT Racing Point F1 Team, fram till dess omprofilering till Aston Martin F1 Team för säsongen 2021. F1-sponsringen fortsatte med det nya Aston Martin-teamet för 2021, där BWT övertog rollen som en "Global Partner". 2021 skrev Aston Martin Cognizant Formula One Team-föraren Sebastian Vettel på för att bli BWT-ambassadör.
2022 undertecknade Alpine F1 Team ett titelsponsoravtal med BWT, där laget bytte namn till BWT Alpine F1 Team. 2023 utökades BWT:s avtal med Alpine till Alpine Academys unga föraruppställning.